# Macroglenes yuasai
Macroglenes yuasai is een vliesvleugelig insect uit de familie Pteromalidae. De wetenschappelijke naam is voor het eerst geldig gepubliceerd in 1953 door Ishii.